# Pin maritim
Pinul maritim (Pinus pinaster) este un copac sempervircescent din familia Pinaceae. Este nativ coastei Mării Mediterane.

## Descriere

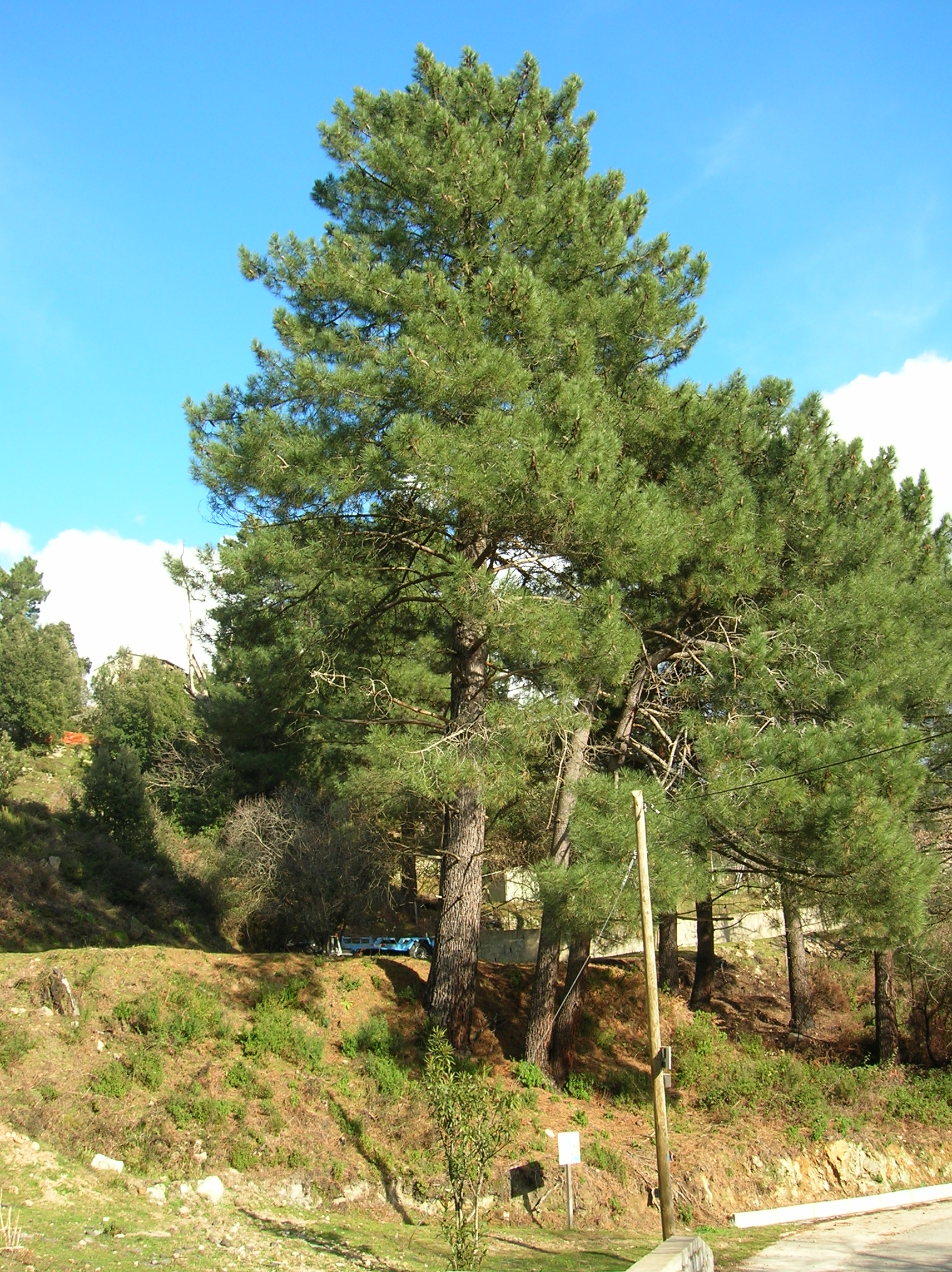
Niște pini maritimi.
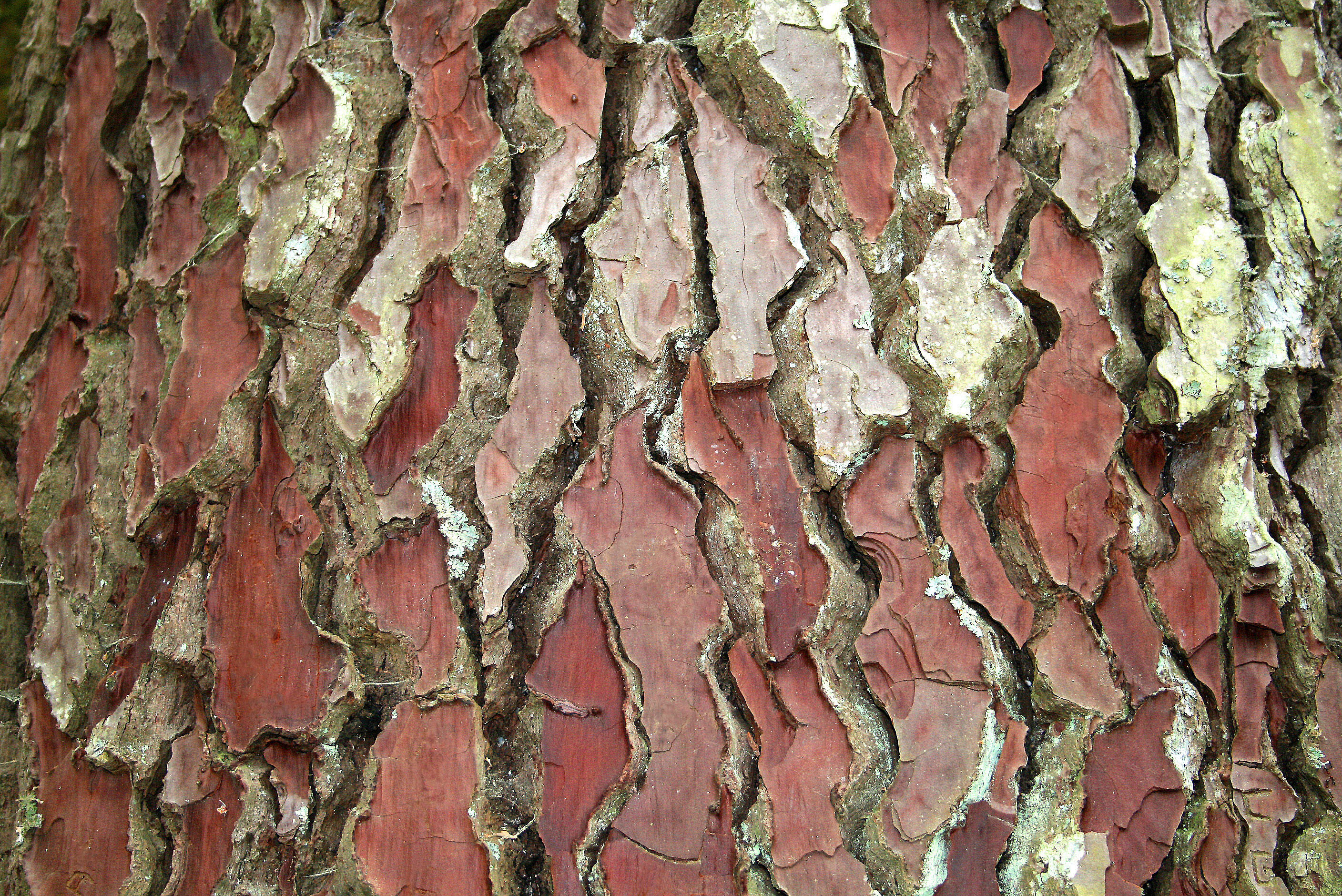
Scoarța.
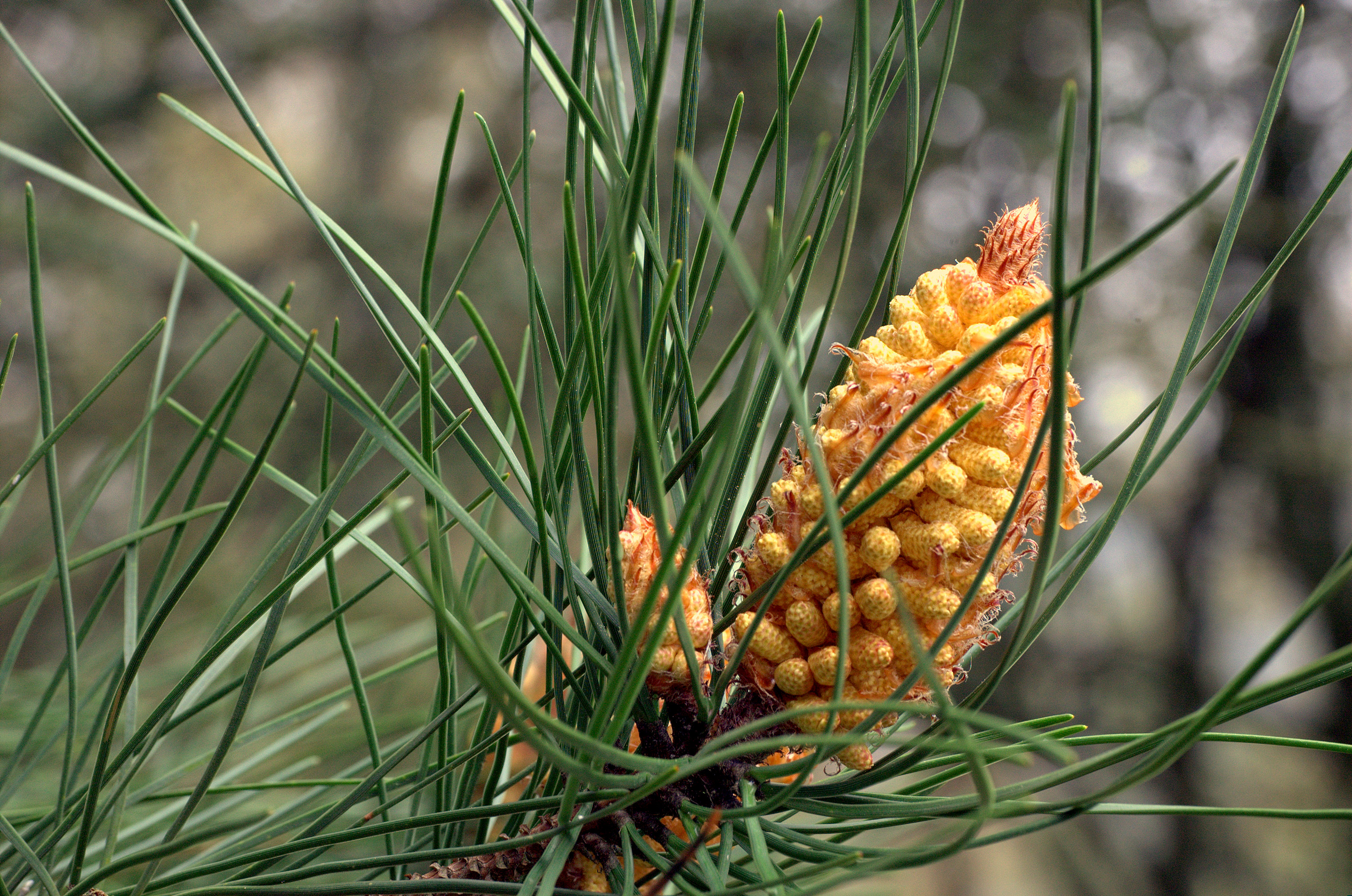
Conuri de tip Microsporofil.
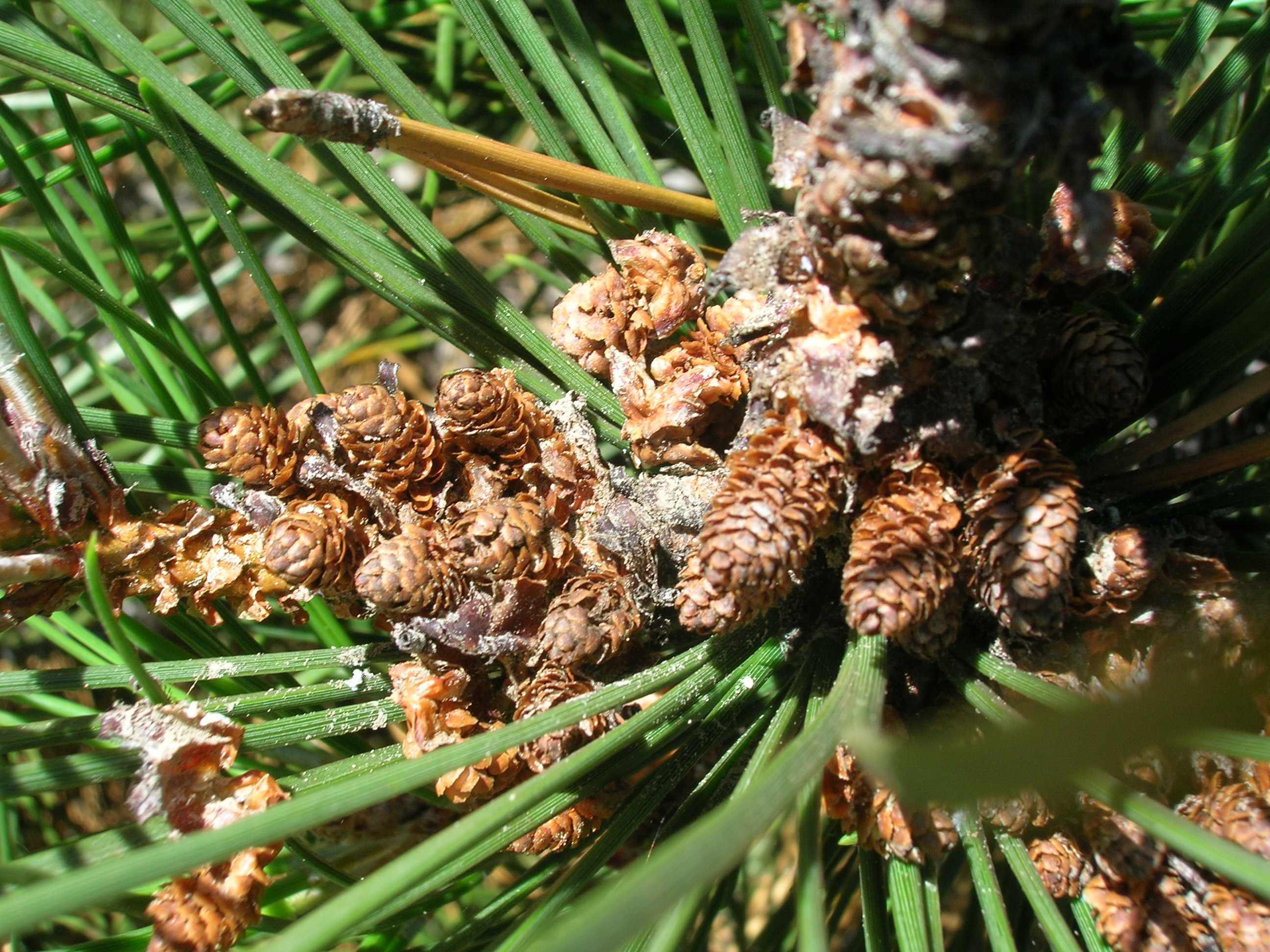
Con de tip Macrosporofil.
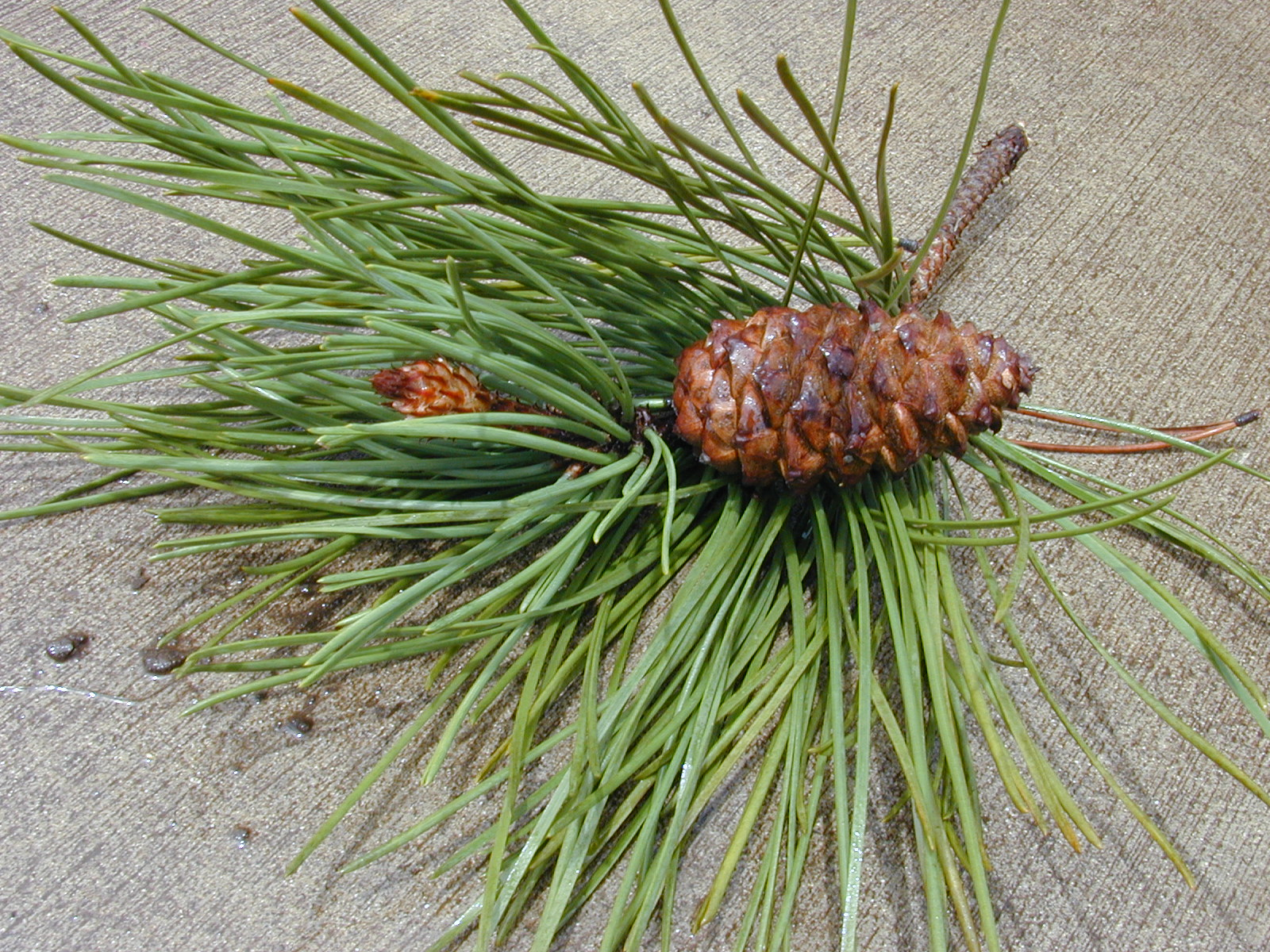
Con tânăr cu niște frunze.
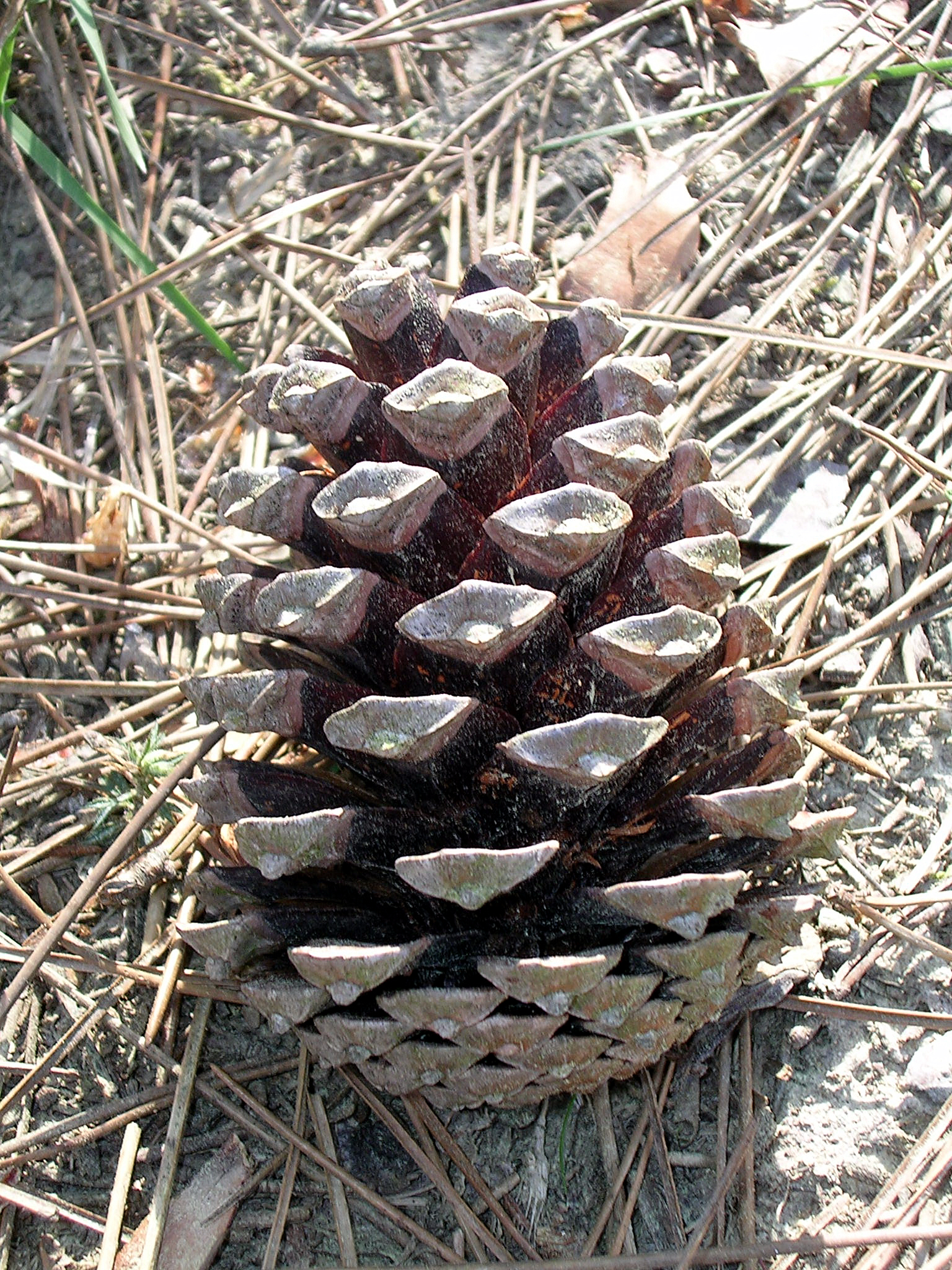
Con.
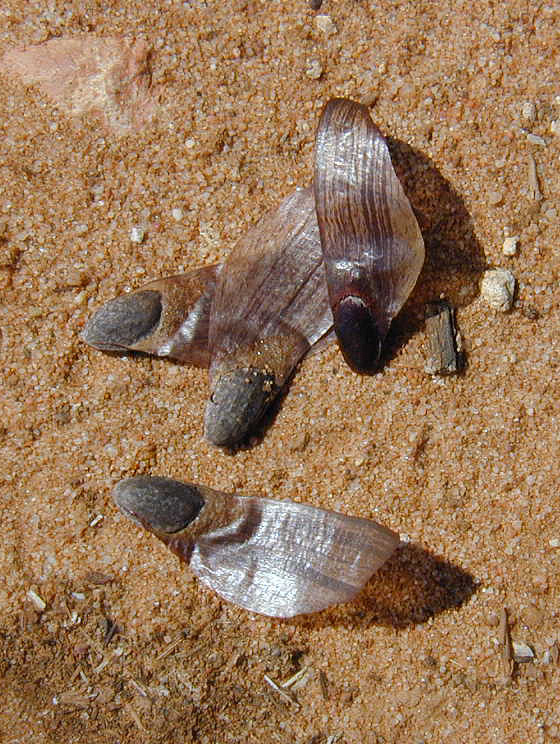
Semințe.

Acest arbore poate ajunge la 30-40 m de înălțime , dar este de obicei mai mic (aproximativ 20 m). Coroana copacului tânăr este conică, cu ramurile care cresc în sus curbate. La plantele adulte devine piramidală, cu ramurile inferioare fără ace care rămân atașate de trunchi. Mai târziu, are forma de umbrelă, dar mai cu un aspect mai neregulat decât pinul domestic.
Scoarța este de culoare deschisă în pinii mai tineri, devine de culoare gri în rândul adulților; este groasă și crăpată, roz în crăpături. Frunzele sunt asemănătoare acului, de 12-25 cm lungime la plantele adulte și cresc în grupuri de câte două (sau rareori de trei). Sunt de culoarea verde deschis și sunt foarte rigide, cu o grosime de aproximativ 2 mm, cu margini puțin înclinate și stomate pe toate laturile aranjate într-o linie.
Conurile sunt mari, de formă oval și simetrice, cu 7 până la 20 cm  delungime și cu 4 până la 6 cm de lățime. Sunt mult mai înguste și mai conice decât cele ale pinul domestic . Conțin semințe mici de culoare închisă, cu o aripă.

## Habitat

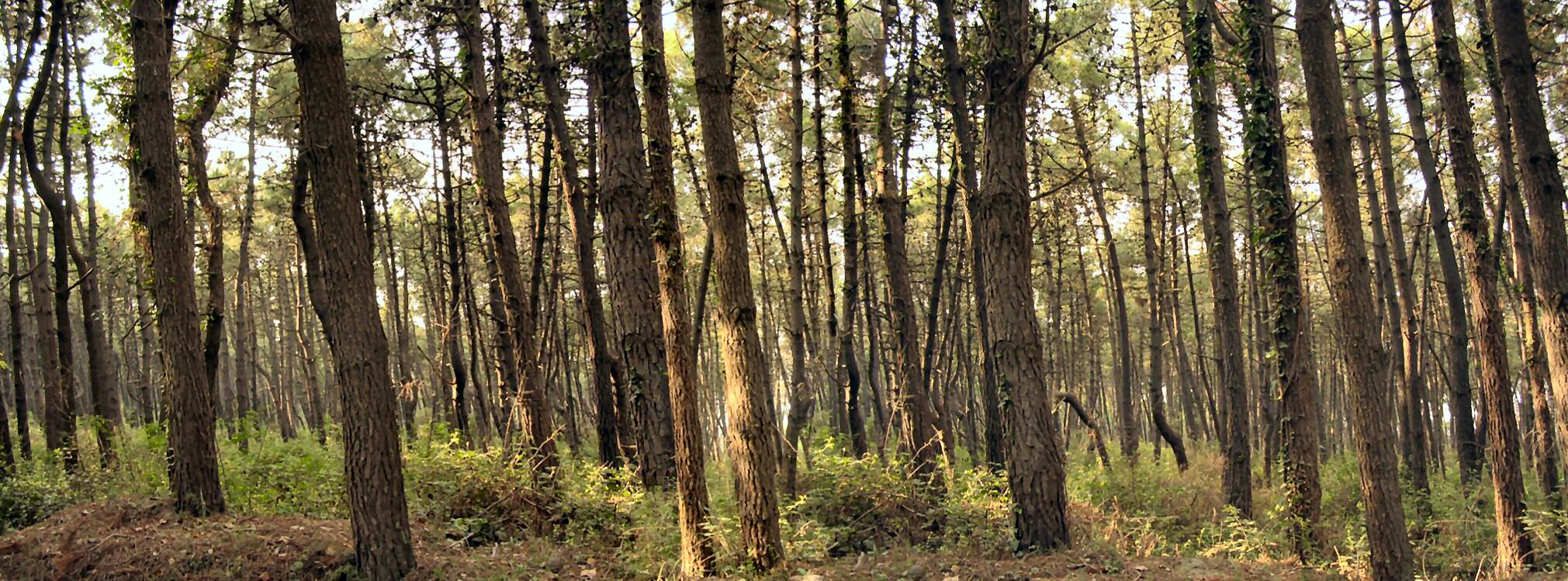
Pinet compus de pini maritimi.

Formează pinete pe malurile nisipoase ale coastei Mediterane de Vest (mediteran-atlantic), cu o concentrare mai mare în Peninsula Iberică, inclusiv în coasta portugheză și de-a lungul coastei de sud-vest a Franței; este sensibil la îngheț și trăiește bine acolo unde temperatura de iarnă nu diferă mult de 6 ° C; totuși s-a răspândit în dune artificiale dincolo de zona inițială; pinul maritim poate forma pinete mixte cu pinul de pădure, cu quercus ilex sau cu pinul negru; are mai puțină nevoie de blândețe climatice și de soluri adânci și umede față de coconar. 
Planta preferă solurile silice, de asemenea, cu reacție acidă . Cu toate acestea, este potrivit și pentru soluri subalcaline sau alcaline (cum ar fi reliefurile ale Apeninelor Toscano-Emiliane).

## Interacțiunea ecologică
Pinul maritim este deosebit de capabil să se răspândească în regiunile cu vegetație fynbos deoarece este adaptat la incendii cu intensitate ridicată, permițând astfel să înflorească alte specii care nu sunt la fel de bine adaptate la această intensitate. În zonele cu arbuști predispuși la incendii, conurile pinului maritim vor elibera semințe atunci când se află într-un mediu cu o temperatură relativ de ridicată pentru germinare ca mecanism de recuperare. Această adaptare mărește capacitatea competitivă pinului maritim. Într-un studiu observator de 3 ani, realizat în nord-vestul Spaniei, pinul maritim a arătat o rată înaltă  de regenerare naturală  . Observațiile au arătat o medie de 25,25 răsaduri pe metru pătrat în primul an și apoi cu o scădere lentă în următorii doi ani din cauza concurenței ale altor plante . Astfel, acest pin nu doar că concurează cu alte specii, ci și concurează cu propria sa specie. Când înălțimea medie a pinului maritim a crescut, a existat o corelație negativă cu numărul de răsaduri. 
Câteva alte caracteristici contribuie la succesul acestor plante în regiunile pe care le-au invadat, inclusiv capacitatea lor de a crește rapid și de a produce semințe mici cu aripi mari. Capacitatea lor de a crește rapid le permite să înfrunte multe specii native, în timp ce semințele mici ajută în dispersarea lor. Dispersarea semințelor de către vertebrate se găsește frecvent în vegetația fynbos montană; prin urmare, acele specii care necesită ajutorul vertebratelor pentru dispersarea ar fi dezavantajate într-un astfel de mediu. Din acest motiv, semințele mici și vânturile puternice găsite în regiunile muntoase se combină pentru a asigura o situație favorabilă pentru dispersarea semințelor pinului maritim . Fără această strategie eficientă de dispersare, pinii maritimi nu ar fi reușit să atingă și să invadeze acumite zone, cum ar fi Africa de Sud, care sunt potrivite pentru creșterea lor. Capacitatea acestor de dispersie este unul din factorii cheie care au permis să devină o specie  invazivă atât de eficientă. 
Pe lângă faptul că are un sistem de dispersare eficient, este cunoscut faptul că pinul maritim produce oleorezine, cum ar fi terpenele uleioase sau acizii grași, care pot inhiba creșterea altor specii . Aceste rășini sunt produse ca un mecanism de apărare împotriva prădătorilor de insecte, cum ar fi Hylobius abietis (un coleopter). Conform unui experiment realizat în Spania, densitatea canalului de rășină a fost de două ori mai mare în răsadurile atacate în comparație cu răsadurile neatacate. Din moment ce pinul maritim are capacitatea de a-și regla producția de mecanisme de apărare, se poate proteja de predatori într-un mod eficient din punct de vedere energetic. Rășinile fac arborele mai puțin vulnerabil la daunele provocate de insecte, dar sunt produse în concentrații mari numai când planta este atacată. Cu alte cuvinte, pinul nu risipește rășinile produse, astfel încât energia conservată poate fi utilizată pentru creștere și reproducere. Aceste caracteristici sporesc capacitatea pinului maritim de a supraviețui și de a înflori în zonele pe care le invadează. Atât trăsăturile pinului cât și habitatul din Africa de Sud contribuiesc la succesul său în această regiune a lumii.

## Rășina și produse
Este o specie cultivată mai ales pentru producția de rășină vegetală; se obține cu o incizie de 10 x 3 cm pe trunchi, unde se plasează un burlan de tablă astfel încât rășina să curgă într-un contenitor; de fiecare dată, tăierea este curățată și prelungită cu câțiva centimetri față de cealaltă, până când atinge o înălțime de până la 3 m; Apoi se continuă pe cealaltă parte a trunchiului, lăsând cel puțin o bandă de scoarță intactă de peste 5 cm; din rășina de pin se poate obține terebentina, colofoniu (prin distilare) și smoala neagră. 
Din distilarea lemnului de calitate inferioară se obține gudron vegetal. 